# Лёгкая атлетика на летних Олимпийских играх 1896 — толкание ядра
Соревнования по толканию ядра среди мужчин на летних Олимпийских играх 1896 прошли 7 апреля. Приняли участие семь спортсменов из четырёх стран.

## Призёры
| Золото             | Серебро                 | Бронза                      |
| Роберт Гарретт США | Милтиадес Гускос Греция | Георгиос Папасидерис Греция |

## Соревнование
| Место | Спортсмен                  | Результат  |
| ----- | -------------------------- | ---------- |
| 1     | Роберт Гарретт (USA)       | 11,22 м OR |
| 2     | Милтиадес Гускос (GRE)     | 11,03 м    |
| 3     | Георгиос Папасидерис (GRE) | 10,36 м    |
| 4     | Вигго Йенсен (DEN)         | Неизвестен |
| 5-7   | Фриц Гофман (GER)          | Неизвестен |
| 5-7   | Эллери Кларк (USA)         | Неизвестен |
| 5-7   | Карл Шуман (GER)           | Неизвестен |